# شونسوكي أويوما
شونسوكي أويوما (باليابانية: 大山 俊輔) (6 أبريل 1986 في اليابان – )؛ هو لاعب كرة قدم ياباني سابق كان يلعب كلاعب وسط.

## وصلات خارجية
- شونسوكي أويوما على موقع رابطة كرة القدم اليابانية للمحترفين (اليابانية)
- شونسوكي أويوما على موقع قاعدة بيانات كرة القدم.إي يو (الإنجليزية)
- شونسوكي أويوما على موقع Soccerway.com (الإنجليزية)
- شونسوكي أويوما على موقع عالم كرة القدم.نت (الإنجليزية)